# Saint-François (Thionville)
Pour les articles homonymes, voir Saint-François.
Saint-François est un quartier de la commune française de Thionville dans le département de la Moselle et la région Grand Est. Il compte un peu plus de 5 000 habitants dans les années 2010.

## Géographie
Ce quartier est situé dans l'est du territoire communal thionvillois, ainsi qu'au nord du centre-ville. Il est traversé par la rivière de la Moselle.
Une partie de Saint-François, voisine du coteau, porte le nom de La Malgrange.

### Voies de communication et transports
Entre 1903 et 1935, ce quartier était desservi par la ligne de Thionville à Mondorf-les-Bains

## Toponymie
- Pendant l'annexion allemande, le quartier est renommé Sankt Franz, autrement écrit St. Franz.
- En francique lorrain : Sankt-Franz[2].

## Histoire
En 1828 Saint-François est un faubourg situé à une faible portée de canon des remparts de Thionville, il est alors habité en grande partie par des jardiniers qui approvisionnent la ville. Cette portion de territoire est cultivée correctement : on peut la comparer, pour les produits, avec le territoire du Sablon à Metz.
Toujours en 1828, le quartier comprend quatre-vingt-onze maisons qui sont toutes entourées de jardins, leurs habitants y ont de l'aisance.

## Démographie
| 1900 |
| ---- |
| 241  |

## Édifices civils et religieux
- C‘est près de Saint-François qu'est le cimetière dit de Sainte-Suzanne[1].
- Il y avait dans ce faubourg une petite chapelle qui a été vendue et qui n'est plus consacrée au culte[1].